# Meprozet Stare Kurowo
Meprozet Stare Kurowo – polski klub piłkarski ze Starego Kurowa założony w 1948 r. Występuje w rozgrywkach IV ligi lubuskiej.

## Sukcesy
- 11. miejsce w III lidze – 1990/1991
- 14. miejsce w III lidze – 1991/1992[2]

## Stadion
Meprozet domowe mecze rozgrywa na Stadionie Gminnym w Starym Kurowie. Dane techniczne stadionu:
- pojemność stadionu: 350 miejsc
- oświetlenie: brak
- wymiary boiska: 105 m x 70 m